# Carole Middleton
Pour les articles homonymes, voir Middleton et Goldsmith.
Carole Elizabeth Middleton, née Goldsmith le 31 janvier 1955 à Londres,, est une ancienne hôtesse de l'air devenue femme d'affaires. Elle est la mère de Catherine Middleton, dite Kate, princesse de Galles.

## Biographie

### Famille et jeunesse
Carole Goldsmith nait le 31 janvier 1955 dans la banlieue de Perivale à Londres. Elle est la fille de Ronald Goldsmith, un routier puis entrepreneur du bâtiment, et de son épouse Dorothy Harrison. Elle a un frère cadet, Gary, qui fera fortune dans le secteur du recrutement,. Elle grandit dans un logement social dans le quartier de Southall et fréquente les écoles publiques locales,. 
Carole rencontre son futur mari, Michael Middleton, un agent d'opérations aériennes, alors qu'elle travaille pour la British Airways. 
Elle épouse Michael Middleton le 21 juin 1980 à Dorney dans le Buckinghamshire. Le couple a trois enfants ;
- Catherine Middleton, née le 9 janvier 1982, épouse de William, prince de Galles, et mère de George, Charlotte et Louis ;
- Philippa Middleton, née le 6 septembre 1983, épouse de James Matthews depuis 2017 ;
- James Middleton, né le 15 avril 1987, époux d'Alizée Thevenet depuis 2021.

### Vie active et notoriété
De 1984 à 1986, Carole Middleton vit avec son mari et leurs deux filles en Jordanie. De retour au Royaume-Uni, ils s'installent dans le West Berkshire. Sa fille Catherine, alors âgée de quatre ans, commence à fréquenter l'école St Andrew de Pangbourne. En 1987, année de la naissance de son dernier enfant, Carole fonde avec son mari une entreprise de vente d’accessoires de fêtes, Party Pieces.  Face au succès croissant de l'entreprise, le couple doit trouver un siège social plus important et s'installe à Ashampstead Common en 1995. 
Le succès de Party Pieces fait en grande partie la fortune et la réputation des Middleton. À cela s'ajoute l'héritage important d'une grand-mère aristocrate de Michael Middleton, Olive Christiana Lupton, décédée en 1936. Carole et son mari sont multimillionnaires,, et possèdent un manoir à Bucklebury (où le prince George passe ses premières vacances) ainsi qu'un appartement dans le quartier londonien de Chelsea acquis en 2002.

### Ascendance
En 2011, peu après le mariage de Catherine avec le prince William de Cambridge, des généalogistes découvrent que Carole Middleton est une descendante du roi Édouard IV par un de ses ancêtres, Sir Thomas Blakiston Conyers (1731-1810), 9e baronnet. En 2014, on découvre par ailleurs que ce même personnage avait un ancêtre commun avec la reine mère Elizabeth Bowes-Lyon, veuve du roi George VI, ce qui fait donc de Carole une cousine éloignée de cette dernière,,.

## Dans la culture populaire
Dans le téléfilm Kate et William : Quand tout a commencé... (2011), qui revient sur la rencontre entre le prince William et Catherine Middleton, le rôle de Carole Middleton est joué par l'actrice Serena Scott Thomas. Dans le téléfilm William & Kate : Romance royale (2011), portant sur le même sujet, son rôle est interprété par l'actrice Kazia Pelka (en).
Dans la saison 6 de la série télévisée The Crown (2023), son rôle est tenu par l'actrice britannique Eve Best.